# Орія (мова)
Орія (ଓଡ଼ିଆ) — індоєвропейська мова, якою розмовляють близько 35 мільйонів жителів індійського штату Одіша. Вона є однією з 22 офіційно визнаних мов Індії та має власне письмо.
Належить до групи новоіндійських мов.
Територія поширення: індійський штат Одіша (колишня Орісса) та прилеглі райони штатів Західний Бенгал, Джхаркханд, Чхаттісґарх, Андхра-Прадеш.
Аглютинативна мова. Дуже близька до бенгальської і асамської мов.
Писемність мови орія сходить до письма брахмі.
Найдавніші літературні пам'ятки сягають 13 ст. н. е. Одна з них — виклад «Махабхарати», зроблений Саралдасом. Сучасна літературна мова починається з періоду творчості Факірмохана Сенапаті. Його разом з Радханатхом Раєю та Мадхусуданом Рао називають великим триумвіратом орійської літератури.
Мовою орія видається 568 періодичних видань, у тому числі 56 щоденних, 104 щотижневих, 237 щомісячних (на 1998 рік).

## Фонетика
У мові орія 28 приголосних і 6 голосних фонем.